# 深津武馬
深津 武馬（ふかつ たけま、1966年 - ）は、日本の生物学者。産業技術総合研究所生物プロセス研究部門首席研究員、東京大学大学院理学系研究科生物科学専攻教授、筑波大学大学院生命環境科学系教授、ERATO深津共生進化機構プロジェクト研究総括。東京都出身。専門は進化生物学、昆虫学、微生物学。主に昆虫類と微生物の共生関係、その他高度な生物間相互作用の研究に取り組む。

## 経歴
1989年 東京大学理学部動物学教室卒業。 
1991年 東京大学大学院理学系研究科動物学専攻修士課程修了。 
1994年 東京大学大学院理学系研究科動物学専攻博士課程修了、博士（理学）。 
1995年 通商産業省工業技術院生命工学工業技術研究所生物反応工学部生物化学工学研究室、研究員。 
2001年 産業技術総合研究所生物遺伝子資源研究部門生物資源情報基盤研究グループ、主任研究員。 
2004年 産業技術総合研究所生物機能工学研究部門 生物共生相互作用研究グループ、研究グループ長。 
2013年 産業技術総合研究所生物プロセス研究部門、 首席研究員（兼）生物共生進化機構研究グループ長。 
2017年 産業技術総合研究所生物プロセス研究部門、 首席研究員。 
2005年 東京大学大学院総合文化研究科広域科学専攻、教授（客員）。 
2011年 筑波大学大学院生命環境科学系、教授（連携大学院）。 
2013年 東京大学大学院理学系研究科生物科学専攻、教授（兼任）。
2019年 ERATO深津共生進化機構プロジェクト、研究総括。

## 主な業績
昆虫は「変態」で腸内共生細菌とそのすみかのかたち・はたらきを切り替える（2023）
大腸菌を昆虫共生細菌に進化させることに成功（2022）
トンボの幼虫から成虫への変態に必須な遺伝子群の同定（2022）
母から子への共生細菌の伝達に必須な宿主タンパク質を発見（2021）
共生細菌が宿主昆虫の幼虫と成虫で異なる機能を担うことを解明（2020）
兵隊アブラムシが放出する体液で巣を修復する仕組みを解明（2019）
トンボ由来の紫外線反射物質を同定（2019）
セミの共生菌は冬虫夏草由来であることを解明（2018）
ハムシは共生細菌の酵素の助けで葉を消化することを解明（2017）
ゾウムシが硬いのは共生細菌によることを解明（2017）
共生細菌が宿主昆虫をメスだけにするしくみを解明（2016）
環境細菌から進化する共生細菌の解明（2016）
昆虫の共生のための細胞がどのようにできるかを解明（2015）
トンボは異なる光環境ごとに光センサーを使い分けていることを解明（2015）
クヌギカメムシの共生細菌入り卵塊ゼリーの機能を解明（2014）
トコジラミの生存を支える共生細菌ボルバキアのビタミンB7合成能力（2014）
コナカイガラムシの代謝経路を構築する複雑な共生システムを発見（2013）
昆虫と細菌との共生におけるポリエステルの新たな機能（2013）
昆虫が植物の性質を改変し、究極の「巣ごもり」生活を実現（2012）
アカトンボがどうして赤くなるのかを解明（2012）
生存に必須な共生細菌が子孫へ伝達される瞬間をとらえた（2012）
害虫に殺虫剤抵抗性を持たせる共生細菌を発見（2012）
昆虫の体色を変化させる共生細菌を発見（2010）
トコジラミに必須栄養素を供給する細胞内共生細菌ボルバキアの発見（2010）
昆虫による植物組織の修復・再生現象の発見（2009）
共生細菌抑制によりオスとメスの中間的なチョウができる（2007）
共生細菌による昆虫の害虫化の発見（2007）
兵隊アブラムシの攻撃毒プロテアーゼ（2004）
昆虫の植物適応が共生細菌で変わる（2004）
共生微生物から宿主昆虫へのゲノム水平転移の発見（2002）

## 著書
『見えない世界に進化のカギがあった　生き物同士がつながりあう「共生」の本質に迫る』NHKスペシャル取材班 編著「超・進化論 生命40億年 地球のルールに迫る」講談社（2023）ISBN 978-4065283516
『寄生～その生態と進化～』『内部共生がもたらす進化』二河成男 編著「生物の進化と多様化の科学」放送大学教育振興会（2017） ISBN 978-4595317484
『共生により昆虫はどのように進化してきたのか？』長谷部光泰 編「進化の謎をゲノムで解く」学研メディカル秀潤社（2015） ISBN 978-4780909227
『【対話】共生』共著　慶應義塾大学出版会（2013） ISBN 978-4766420029
『細菌によって変わる虫たち』茂木健一郎／日経サイエンス編集部 編著「茂木健一郎の科学の興奮」日経サイエンス社（2011） ISBN 978-4532520649
『共生と生物進化』立花隆／自然科学研究機構 編著「生物の生存戦略：われわれ地球生物ファミリーはいかにしてここにかくあるのか」クバプロ（2008） ISBN 978-4878050961
『昆虫と微生物の内部共生ー宿主の生理，生態，生殖，進化における重要性とは？』松本忠夫、長谷川真理子 編「シリーズ21世紀の動物科学（日本動物学会監修）11．生態と環境」培風館（2007） ISBN 978-4563082918
「共生」の本質』高等学校 新訂国語総合 現代文編（文部科学省検定済教科書）第一学習社（2007） ISBN 978-4804003023
『分類と系統進化』石川統 編「アブラムシの生物学」東京大学出版会（2000） ISBN 978-4130602099

## 翻訳書
『生物がつくる＜体外＞構造―延長された表現型の生理学』監訳（Turner S. J. "The Extended Organism: The Physiology of Animal-Built Structures"）みすず書房（2007） ISBN 978-4622072584
『ウォーレス現代生物学（下）』共訳（Wallace R.A. 他 "Biosphere, the Realm of Life"）東京化学同人（1992） ISBN 978-4807903443
『ウォーレス現代生物学（上）』共訳（Wallace R.A. 他 "Biosphere, the Realm of Life"）東京化学同人（1991） ISBN 978-4807903436

## 学術雑誌編集
Specialty Chief Editor, Frontiers in Microbiology (2019–present)
Associate Editor, Zoological Letters (2014–present) 
Editorial Board Member, Journal of Insect Physiology (2013–present) 
Editorial Board Member, Current Opinion in Insect Science (2013–2023)
Editor-in-Chief, Zoological Science (2015–2019)
Associate Editor, Journal of Experimental Zoology Part A (2007–2018) 
Reviewing Editor, Zoological Science (2007–2014)
Editorial Board Member, Proceedings of the Royal Society B: Biological Sciences (2007–2012)
Editorial Board Member, The Open Evolution Journal (2007–2013)
Editor-in-Chief, Newsletter of the Society of Evolutionary Studies, Japan (2005–2009)
Editorial Board Member, Entomological Science (2004-2005)
Editorial Board Member, Applied Entomology and Zoology (2003-2006)

## 学会役員等
American Academy of Microbiology, Fellow (2013-present)　米国微生物学アカデミー フェロー
The International Congress of Entomology, Councilor (2016-present) 　国際昆虫学会議 評議員
日本学術会議 連携会員（2011-present）
日本進化学会 会長（2020-2022）
他

## 受賞
日本進化学会教育啓発賞（2023）
日本動物学会動物学教育賞（2023）
木村資生記念学術賞（2014）
日本進化学会学会賞（2014）
日本応用動物昆虫学会学会賞（2011）
日本動物学会賞（2010）
産業技術総合研究所理事長賞（2008）
日本学術振興会賞（2007）
日本動物学会奨励賞（2004）
日本進化学会研究奨励賞（2002）
他